# التسبب المتعمد بالضائقة العاطفية
التسبب المتعمد بالضائقة العاطفية، (يُسمى أحيانًا ضرر الغضب)، وهو ضرر بموجب القانون العام، يتيح للأفراد فرصة التعافي من الضائقة العاطفية الشديدة التي يتسبب بها فرد آخر عمدًا أو تهورًا من خلال تصرفاته «المتطرفة والمشينة».  استبدلت بعض المحاكم ومجموعة من المعلقين كلمة نفسية بكلمة عاطفية، لكن لم يطرأ أي تغيير على مفهوم الضرر. 

## مبررات التصنيف
أُضيف التسبب المتعمد بالضائقة العاطفية إلى قانون الضرر بغية معالجة المشكلة التي قد تترتب على تطبيق قانون الاعتداء في القانون العام. لم تتيح قوانين الضرر المنصوص عليها في القانون العام إلقاء المسؤولية عندما لا يكون التهديد بالضرب وشيك الحدوث. لا يُعتبر وجود تهديد بإلحاق أذى في المستقبل اعتداءً بموجب القانون العام، لكنه يتسبب بأذى عاطفي للجهة المتلقية. أُضيف التسبب المتعمد بالضائقة العاطفية لتأمين الحماية من هذا النوع من الإساءات العاطفية، الأمر الذي يسمح لضحية الضائقة العاطفية بالحصول على تعويض في الحالات التي لا يسمح بها القانون العام بالتعويض.
ينص المبدأ الأول الذي حددته محاكم القانون العام على عدم قدرة المدعي على التعافي من الإصابة الجسدية الناجمة عن الخوف وحده في حالة غياب الأثر الجسدي من مصدر خارجي («صدمة دون أثر»)، حتى وإن أُثبت الخوف نتيجةً لإهمال المدعى عليه، إذ صُرّح عن هذا المبدأ في قضية حول إهمال في تشغيل السكك الحديدية. تسقط الدعاوي المتعلقة بالأذى العاطفي إن كان السلوك متعمدًا دون وجود ضرر مادي. «لا يستطيع القانون تقدير الألم أو القلق النفسي، ولا يزعم تعويضه عندما يكون الفعل غير القانوني المسبب الوحيد. في المقابل، لا يمكن لهيئة المحلفين التغاضي تمامًا عن مشاعر الطرف المعني عند تقديرها لضرر مادي مرتبط بذلك الفعل». حجمت المحاكم عن اعتبار الأذى العاطفي ضررًا خشيةً من فتح «الأبواب على مصاريعها» أمام المزاعم العبثية.
حدث التغيير الأول في المحاكم الأيرلندية التي رفضت قرار السكك الحديدية الإنجليزية وألقت المسؤولية عليها بسبب إحداث «صدمة عصبية»، وذلك في قضيتي بيرن (1884) وبيل (1890). شُكك في اعتبار إلحاق الصدمة الجسدية/ النفسية دون وجود أثر من مصدر خارجي عائقًا أمام التعافي لأول مرة في إنجلترا عند تناول قضية مجلس الملكة الخاص في بيو ضد لندن وغيرها والسكك الحديدية. اعترف مجلس الملكة الخاص بالضرر رسميًا وللمرة الأولى في العام التالي في قضية ويلكنسون ضد داونتون، لكن أُشير إلى الضرر باعتباره «تسببًا متعمدًا بالصدمة النفسية». صادقت كل من محكمة الاستئناف (خانفيير ضد سويني [1919]) ومجلس اللوردات (واينرايت ضد وزارة الداخلية [2003]) على قضية ويلكنسون. أشارت محكمة ويلكنسون إلى الطبيعة المتعمدة للفعل بوصفه سببًا مباشرًا للضرر، مستشهدةً بـ بيو والمحاكم الإيرلندية بوصفها مثالًا سابقًا.

## العناصر
1. تصرف المدعي عليه بصورة متعمدة أو متهورة؛
2. كون سلوك المدعى عليه متطرفًا وشائنًا؛
3. كون فعل المدعى عليه سببًا في حدوث الضائقة؛
4. معاناة المدعي من ضائقة نفسية شديدة ناجمة عن سلوك المدعى عليه.[8]